# Zbrodnia w Wołczkowie
Zbrodnia w Wołczkowie – zbrodnia dokonana w nocy z 29 na 30 marca 1944 na polskich mieszkańcach wsi Wołczków w gminie Mariampol, położonej w powiecie stanisławowskim województwa stanisławowskiego, przez oddział Ukraińskiej Powstańczej Armii. Podawane są liczby ofiar śmiertelnych tego czynu od 56 do 140.

## Tło wydarzeń
Wołczków był wsią, w której większość stanowili Polacy. Ukraińców było tylko kilkanaście rodzin. Od 1943 po doniesieniach o eskalacji zbrodni nacjonalistów ukraińskich na Polakach, mieszkańcy Wołczkowa rozpoczęli przygotowywać się na atak UPA. Kopano podziemne schrony, wystawiano nieuzbrojone warty mające ostrzegać ludność w razie napadu. Część Polaków nocowała w pobliskim lesie i w miejscowych jarach, w których również wykopano kryjówki. Część osób przeniosła się do innych miejscowości, uznawanych za bardziej bezpieczne.
W marcu 1944 Wołczków znalazł się w strefie przyfrontowej. Odejście Niemców UPA wykorzystała do uderzenia na Polaków.

## Przebieg zbrodni
Według wspomnień zgromadzonych przez Stowarzyszenie Upamiętnienia Ofiar Zbrodni Ukraińskich Nacjonalistów we Wrocławiu, w nocy z 29 na 30 marca 1944 około godziny 2-3 od strony wsi Tumierz nadciągnął oddział UPA i rozwijając się w tyralierę zaatakował Wołczków. Sygnałem do ataku był wystrzał z rakietnicy. Napastnicy podpalali budynki i najczęściej zabijali napotkane osoby bez względu na płeć i wiek (zdarzały się pojedyncze przypadki oszczędzania kobiet i dzieci). Niebroniona ludność rzuciła się do ucieczki szukając ukrycia w lesie, w jarach i w przygotowanych schronach. Upowcy wrzucali do wykrytych schronów granaty oraz przeszukiwali jary mordując znalezionych ludzi. Zabijano z broni palnej oraz za pomocą noży i siekier. Niektóre ofiary były torturowane. Najwięcej ludzi zginęło w jarze na Korpanówce, w domach przy drodze na Tumierz, w jarze za gospodarstwem Jantka Tarnowskiego oraz w schronie Jana Gadzińskiego. Po spaleniu Wołczkowa i dokonaniu zbrodni oddział UPA ze śpiewem odmaszerował w kierunku Tumierza.

## Po zbrodni
Ocalali Polacy przenieśli się w większości do graniczącego z Wołczkowem miasteczka Mariampol. Następnego dnia rozeszła się pogłoska, że UPA planuje rzeź Polaków w Mariampolu. Miejscowi Ukraińcy wynieśli się z dobytkiem do okolicznych wsi. Atak jednak nie nastąpił. Nad ranem 1 kwietnia 1944 do miasteczka wkroczył oddział partyzantki sowieckiej i tym tłumaczy się brak napaści UPA na Mariampol.
W tym czasie ciała zamordowanych w Wołczkowie pochowano w zbiorowej mogile na cmentarzu w Mariampolu. Po dwóch tygodniach zmieniła się sytuacja frontowa i oddział sowiecki wyparli z miasteczka Niemcy, których obecność także hamowała ataki UPA.

## Upamiętnienie
W 1995 na zbiorowej mogile ofiar stanął krzyż. 
27 czerwca 2015 w tym samym miejscu odbyła się uroczystość poświęcenia pomnika składającego się z czterech tablic.

## Śledztwo w sprawie
Instytut Pamięci Narodowej we Wrocławiu prowadził śledztwo w tej sprawie. Od 2000 przesłuchano w tej sprawie kilkuset poszkodowanych Polaków i Ukraińców lub ich rodziny, śledztwo umorzono 14 maja 2012 .